# Шон Геєс
Шон Геєс (англ. Sean Patrick Hayes; нар. 26 червня 1970, Евергрін-Парк, США) — американський актор, комік, продюсер. Відомий своїми виступами на сцені та на екрані, він отримав визнання за роль Джека МакФарланда в ситкомі NBC «Вілл і Грейс», за яку він отримав премію «Еммі» та чотири нагороди Гільдії кіноакторів. Він також отримав шість номінацій на премію «Золотий глобус» і дві премії «Тоні», вигравши одну з останніх.

## Життєпис
Геєс народився в Евергрін-Парку, як молодша дитина з п'яти Мері Геєс (1939—2018), директорки некомерційного продовольчого банку під назвою Північний Іллінойський продовольчий банк і Рональда Геєса, літографа. Він має ірландське походження і виховувався як римо-католик. Його батько, алкоголік, покинув сім'ю, коли Геєсу було п'ять років, залишивши матір виховувати його та його братів і сестер. Будучи підлітком, Геєс був статистом у фільмі «Лукас» (1986), який знімався в його школі.
Після закінчення школи навчався в Університеті штату Іллінойс, де вивчав гру на фортепіано. Залишивши навчання за 2 роки до випуску, став музичним керівником театру Pheasant Run у Сент-Чарльз, штат Іллінойс. Геєс працював класичним піаністом. Він практикував імпровізацію в The Second City в Чикаго. Він також створив оригінальну музику для постановки «Антігони» в Степенвольф Театрал компані в Чикаго. У 1995 році він переїхав до Лос-Анджелеса, де влаштувався стендап-коміком і актором на сцені та на телебаченні, включаючи рекламу Doritos, яка транслювалася у 1998 році.
Його професійний дебют відбувся в незалежному фільмі «Голлівудський поцілунок Біллі» (1998), який привернув до нього широку увагу. Того ж року його взяли на роль Джека МакФарланда, яскравого гея та безробітного актора в комедійному серіалі NBC «Вілл і Грейс». Шоу стало тривалим хітом, а гра Геєса принесла йому сім поспіль номінацій на премію «Еммі» як найкращий актор другого плану в комедійному серіалі. Він отримав нагороду за свою першу номінацію. Він також був номінований на шість премій «Золотий глобус» за свої виступи.
5 липня 2008 року він дебютував на нью-йоркській сцені в ролі містера Епплгейта / Диявола в шоу на біс у центрі Нью-Йорка! виробництва Проклятих янкі.
Він також з'явився як містер Хенк Гамберфлуб і озвучив «Рибку» у фільмі «Кіт у капелюсі». У квітні 2010 року він дебютував на Бродвеї під час відродження бродвейського мюзиклу «Обіцянки, обіцянки». Він отримав номінацію на премію Drama League Award за видатну гру та був номінований на премію Тоні за найкращу чоловічу роль у мюзиклі.
Геєс був ведучим 64-ї щорічної церемонії вручення премії Тоні 13 червня 2010 року на CBS.
Усвідомлюючи, що його роль у «Вілл і Грейс» «не триватиме вічно», Геєс об'єднався з другом Тоддом Міллінером, з яким він познайомився в Університеті штату Іллінойс, щоб створити телевізійну компанію Hazy Mills Productions у 2004 році. Геєс був співвиконавчим продюсером оригінального комедійного серіалу Кралі в Клівленді, прем'єра якого відбулася в червні 2010 року і тривала шість сезонів. Він також був співвиконавчим продюсером серіалу NBC Grimm, а також творцем і виконавчим продюсером іншого серіалу NBC, «Голлівудські нічні ігри». Інші телевізійні серіали, створені компанією, включають «Людина-душа» та «Шон рятує світ».
Геєс був ведучим шоу «An All Star Tribute to James Burrows». зіграв головну роль у бродвейській виставі «Акт Божий» з 6 червня по 4 вересня 2016 року після виступів у Лос-Анджелесі та Сан-Франциско.
У 2017 році Геєс зіграв роль Стівена, диявола емодзі у фільмі Емоджі Муві. Геєс також зіграв роль Бадді Вуда в ситкомі Парки та зони відпочинку.
У липні 2020 року разом з Віллом Арнеттом і Джейсоном Бейтманом створив комедійний подкаст під назвою «SmartLess». Він також веде інший подкаст із доктором Пріянкою Валі під назвою «HypochondriActor». Хейс знявся та був одним із виконавчих продюсерів серіалу Netflix «Q-Force», який вийшов 2 вересня 2021 року.
У 2022 році Геєс зіграв піаніста Оскара Леванта у п'єсі Дага Райта «На добраніч, Оскар», прем'єра якої відбулася в театрі Гудмена в Чикаго. Він повторив цю роль на Бродвеї та в театрі Беласко, починаючи з квітня 2023 року. Він отримав схвальні відгуки за свою гру, отримавши премію Тоні за найкращу чоловічу роль у виставі, а також здобув премію Drama Desk Award за найкращу головну роль у виставі.

## Особисте життя
Геєс протягом багатьох років відмовлявся обговорювати свою сексуальну орієнтацію, оскільки вірив, що таким чином глядачі будуть більш відкритими до його персонажів. Тим не менш, після успіху «Вілл і Грейс» він був розчарований тим, що серед пропозицій акторських ролей були лише ролі ролі геїв. Щоб уникнути питань про свою сексуальність, Геєс відхилив пропозиції інтерв'ю від гей-видань під час показу шоу. У відповідь на сатиричний матеріал, опублікований в The Advocate, який критикував актора за непрозорість щодо своєї сексуальної орієнтації, він неоднозначно заявив: «Справді? Ти хочеш принизити гея? Я ніколи не мав проблем із тим, щоб сказати, хто я». Геєс також зазначив, що перебуває у стосунках. Він вважає, що зробив «значний внесок в успіх гей-руху в США».
У листопаді 2014 року Геєс оголосив, що одружився зі своїм партнером Скоттом Айсеноглом, з яким був у стосунках протягом восьми років. Геєс і його чоловік створюють відео синхронізації губ на своєму YouTube-каналі «The Kitchen Sync». Вони синхронізували такі пісні, як «Trouble і Burnitup!».

## Фільмографія

### Фільми
- A&P (1996)
- Голлівудський екранний поцілунок Біллі (1998)
- Базз Лайтер із «Зоряного командування: Пригода починається» (2000)
- Кішки проти собак (2001)
- Свято Ейпріл (2003)
- Кіт у капелюсі (2003)
- Побачення з зіркою (2004)
- Архітектор комах Роберто (2005)
- Список останніх бажань (2007)
- Люди душі (2008)
- Ігор (2008)
- Коти проти собак: Помста Кітті Гелор (2010)
- Три маріонетки (2012)
- Хапай та тікай (2012)
- Університет монстрів (2013)
- Емоджі Муві (2017)
- Лінива Сьюзен (2020)
- Мені добре? (2022)
- Людина, що біжить (2025)

### Телесеріали
- Вілл і Грейс (1998—2006; 2017—2020)
- Невгамовні (2001)
- Клініка (2001)
- Суботнього вечора в прямому ефірі (2001)
- 30 потрясінь (2007)
- Кралі в Клівленді (2010—2015)
- Грімм (2011—2017)
- Портландія (2012)
- Успіх (2013)
- Американський тато! (2013)
- Повернення (2014)
- Джиммі Кіммел наживо! (2020, 2022)
- Команда К (2021)
- Місто вбивств (2022)
- Угамуй свій запал (2024)

## Премії
- «Еммі» (2000)
- Премія Гільдії кіноакторів (2000, 2001, 2002, 2015)
- Тоні (2023)